# Чуук (штат)
Чуук (Трук; англ. Chuuk) — один из четырёх штатов Федеративных Штатов Микронезии.
Расположен в центрально-западной части ФШМ. Площадь — 127 км². Включает в себя острова Трук, острова Мортлок, острова Холл, атолл Намонуито и регион Паттив (атоллы Пулап, Пулуват, Пулусук). Согласно переписи 2010 года является самым населённым регионом страны. Численность населения — 48 654 человек (перепись 2010). Административный центр — Вено.
На 2022 год был назначен референдум о независимости штата, однако он был в очередной раз перенесён и должен состояться до конца 2023 года.

## Губернаторы
1. Бермин Ф. Вайлбахер (Bermin F. Weilbacher) (1978) (и. о.).
2. Эрхарт Атен (Erhart Aten) с 1978 по 1986.
3. Гидеон Дооне (Gideon Doone) с 1986 по 1990.
4. Сасао Х. Гоуланд (Sasao H. Gouland) с 1990 по 1996.
5. Марселлино Умвеч (Marcellino Umwech) с 1996 по 1997.
6. Ансито Уолтер (Ansito Walter) с 1997 по 2005.
7. Уэсли У. Симина (Wesley W. Simina) с 2005.